# Kolmonen
Kolmonen (eller: III divisioona) er den fjerdebedste række i finsk fodbold, bestående af 104 klubber fordelt i 9 puljer efter klubbernes geografiske placeringer. 